# Käkkälöjoki
Käkkälöjoki (sjeverni laponski: Geahkkil) je rijeka u Finskoj. 

## Tok rijeke
Rijeka je duga oko 65 km. Izvire u blizini norveške granice i teče prvo prema jugoistoku, zatim prema jugu i jugozapadu/zapadu do ušća u rijeku Ounasjoki, koja je pritok Kemijokija. Ušće je oko 15 km od sela Hetta. Njeni najveći pritoci su Aitenjoki, Suukisjoki i Iittämänjoki.